# Міжнародний день філософії
Всесвітній день філософії (офіційними мовами ООН (англ. World Philosophy Day; фр. Journée mondiale de la philosophie; ісп. Día Mundial de la Filosofía; рос. Всемирный день философии) – Міжнародний день ООН, проголошений на 33-ій сесії  Генеральної конференції ЮНЕСКО у 2005 році, який відзначається щорічно у третій четвер листопада.

## Історія
Починаючи з 2002 року, за регламентом ЮНЕСКО (UNESCO General Conference) відзначався Міжнаро́дний день філосо́фії. З 2005 р. цей захід перейменовано на «Всесвітній день філософії». Цей день відзначається більш ніж у 70-ти країнах-членах ЮНЕСКО по всьому світу.
 
В Україні він відзначається з 2006 року, коли вперше 16 листопада у Київському університеті був проведений міжнародний науковий симпозіум присвячений цьому дню .

## Мета
Головна мета — зробити філософію ближчою кожному: академіку, студенту та широкій аудиторії, усім, хто цікавиться такою діяльностю, яка відкриває нові можливості та простори для філософських розмислів, критичного мислення та дискусії.
Також суть святкування вбачається в тому, щоб знайти спільну платформу обговорення глобальних соціо-культурних перетворень, що відбуваються в наш час, прилучити людей до філософської спадщини, привідкрити сферу повсякденного мислення для нових ідей і стимулювати публічні дебати мислителів і громадянського суспільства щодо викликів, які встають перед соціумом сьогодні.

## Відзначення
Цього дня проводяться різноманітні регіональні філософські конференції та засідання, круглі столи, філософські кав'ярні, зустрічі з видатними діячами, виставки книжок, які стосуються актуальних філософських проблематик тощо. В Київському університеті в цей день оголошуються переможці конкурсу бакалаврських робіт та громадської активності на Філософському факультеті «Ключ від Майбутнього» (з 2007 р.).